# يان أبازا
يان أبازا (بالإنجليزية: Jan Abaza)‏ مواليد 1 مارس 1995 في نيوجيرسي، هي لاعبة كرة مضرب أمريكية وتحتل حالياً المرتبة 566 (مارس 7, 2016) في تصنيف رابطة محترفات كرة المضرب. أعلى تصنيف لها في الفردي كان 374. أعلى تصنيف لها في الزوجي كان 138.

## النهائيات

### الفردي (2–1)
| الحصيلة | الرقم | التاريخ        | الدورة         | الأرضية | المنافس             | النتيجة            |
| ------- | ----- | -------------- | -------------- | ------- | ------------------- | ------------------ |
| الفوز   | 1.    | يونيو 23, 2014 | شرم الشيخ، مصر | صلبة    | ديسبينا باباميتشايل | 6–2, 3–6, 6–4      |
| الوصافة | 1.    | يونيو 30, 2014 | شرم الشيخ، مصر | صلبة    | إلني كوردوليمي      | 6–7(1–7), 6–3, 5–7 |
| الفوز   | 2.    | يوليو 7, 2014  | شرم الشيخ، مصر | صلبة    | بولين باييت         | 6–4, 6–4           |

## روابط خارجية
- يان أبازا على موقع رابطة محترفات التنس (الإنجليزية)
- يان أبازا على موقع الاتحاد الدولي لكرة المضرب (الإنجليزية)